# Tuxtla, Eloxochitlán
Tuxtla är en ort i Mexiko.   Den ligger i kommunen Eloxochitlán och delstaten Puebla, i den sydöstra delen av landet, 260 km öster om huvudstaden Mexico City. Tuxtla ligger 699 meter över havet och antalet invånare är 211.
Terrängen runt Tuxtla är bergig åt nordväst, men åt sydost är den kuperad. Terrängen runt Tuxtla sluttar österut. Runt Tuxtla är det ganska tätbefolkat, med 100 invånare per kvadratkilometer. Närmaste större samhälle är Loma Bonita, 2,0 km öster om Tuxtla. I omgivningarna runt Tuxtla växer huvudsakligen savannskog.